# رشته‌کوه سلنیاخ
رشته‌کوه سلنیاخ (روسی: Селенняхский хребет) یک رشته‌کوه در یاقوتستان کشور روسیه است.